# Russula alachuana
Russula alachuana é um fungo que pertence ao gênero de cogumelos Russula na ordem Russulales. A espécie foi descrita cientificamente por Murril em 1938.